# 태양열 발전

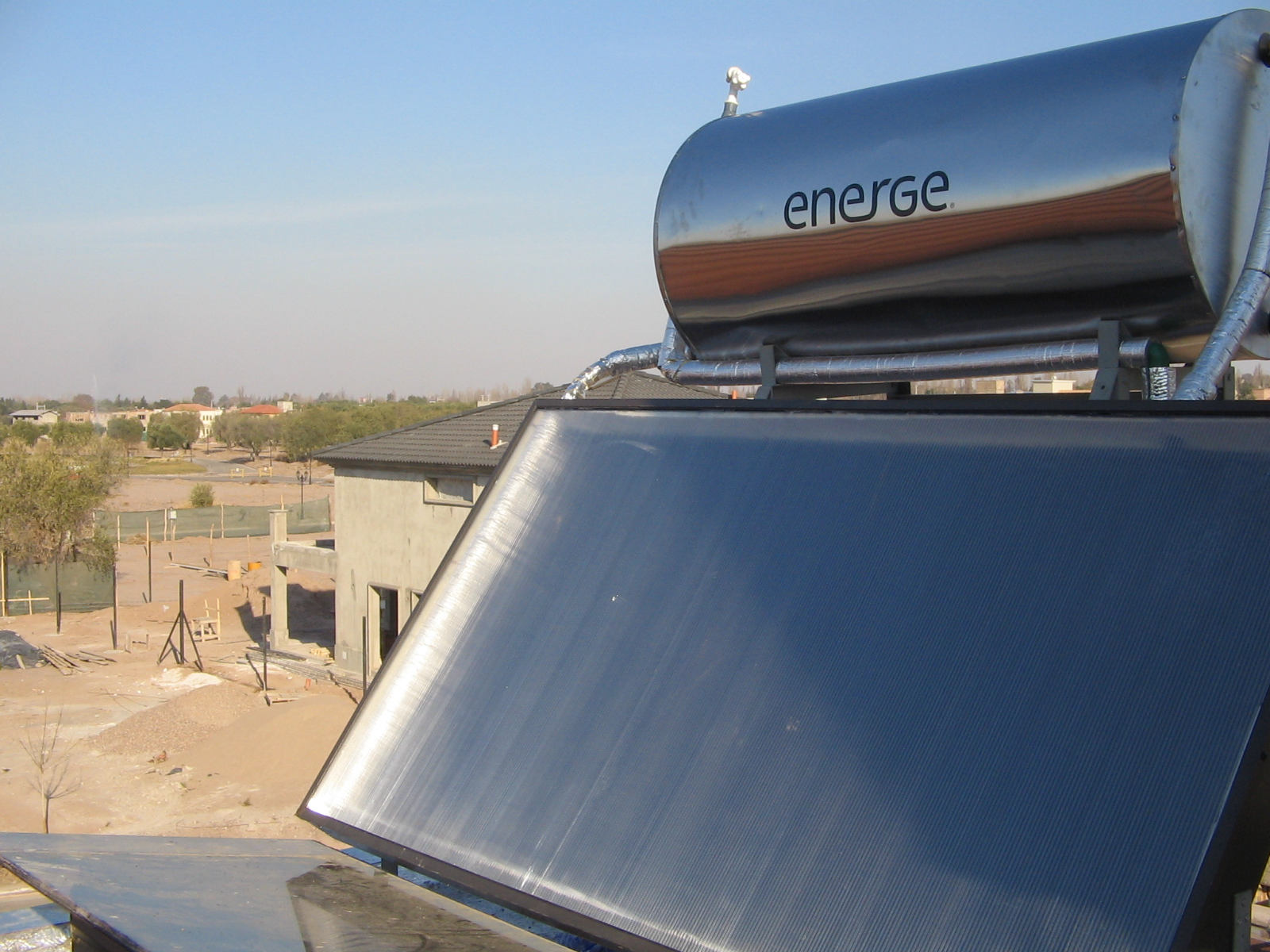

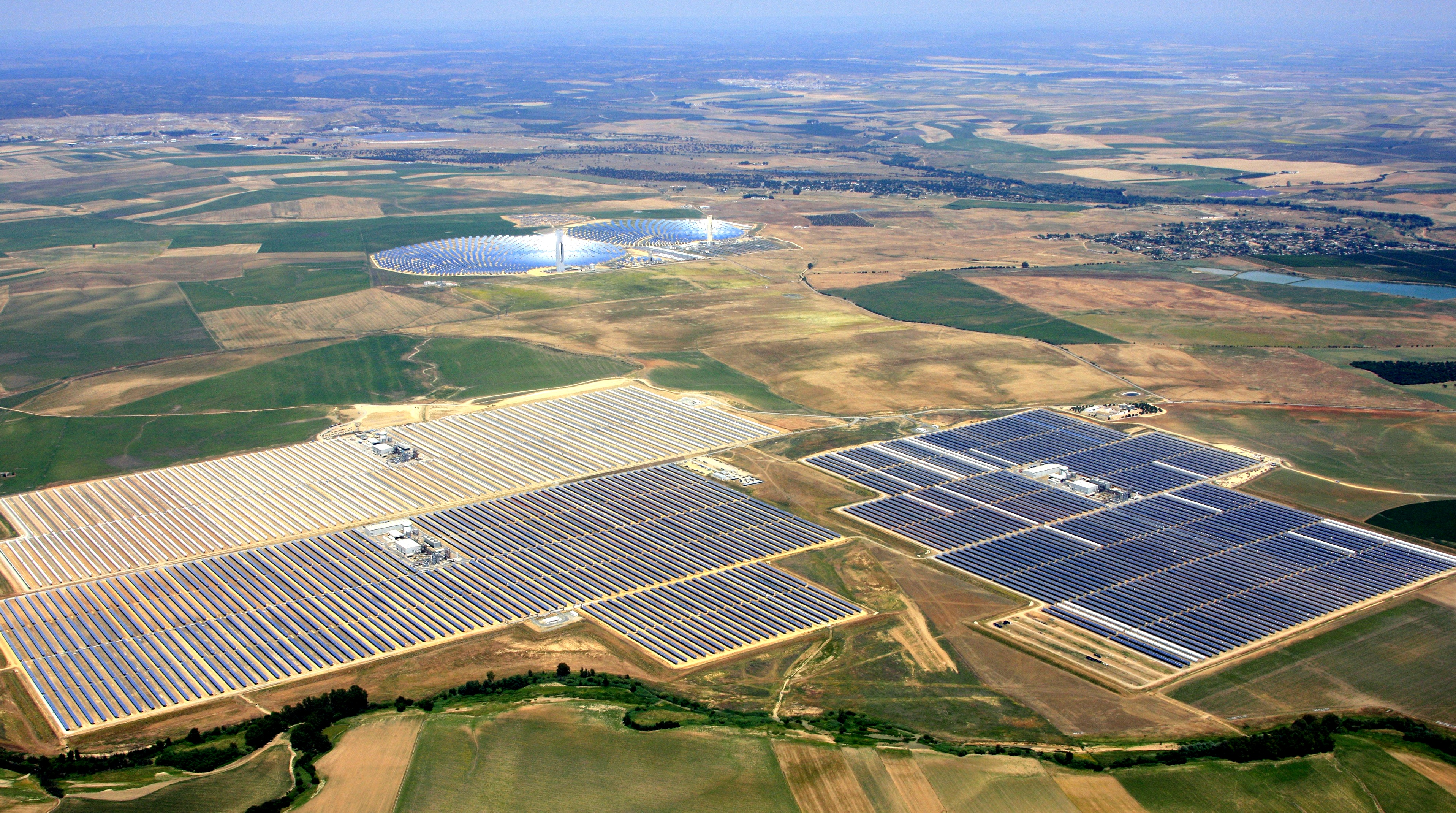

태양열 발전(太陽熱發電, Solar thermal energy, STE)은 주거, 산업 및 상업 부문에서 사용할 수 있는 열에너지를 생성하기 위해 태양 에너지를 활용하는 에너지의 한 형태이자 기술이다. 태양열을 모아서 전기를 생산하는 발전 방식의 총칭이다. 태양광 발전과 동일하다.
미국 에너지 정보청(Energy Information Administration)에 따르면 저온, 중온 또는 고온 수집기로 분류된다. 저온 수집기는 일반적으로 코팅을 하지 않으며 주거용 및 상업용(물이나 공기를 가열 목적)으로 사용된다.
고온 집열기는 거울이나 렌즈를 사용하여 햇빛을 집중시켜 일반적인 상업 분야 기준으로 300°C/20bar 정도의 요구 압력 기준을 가지며 전력 생산에 사용된다. 태양 에너지를 사용하는 발전은 다음과 같이 크게 두가지로 나뉜다.
1. 집광형 태양열 발전(CST - Concentrated Solar Thermal)
2. 집광형 태양광 발전(CSP - Concentrated Solar Power)

## 원리
대부분 태양열을 모아서 거울을 통해 한 점(집열장치)으로 집중시켜 발생한 열에너지로 물을 끓여서 발생하는 증기로 증기터빈을 돌리는 방식으로 전기를 생산한다. 터빈을 돌릴 때 생기는 저온열과 집열 장치에 모이는 고온열을 축열장치에 저장해 두었다가 일몰 직후에 다시 한 번 더 터빈을 돌린다.

## 같이 보기
- 태양 에너지